# Michele Alboreto
Michele Alboreto est un pilote automobile italien, né le 23 décembre 1956 à Milan et mort le 25 avril 2001 sur le Lausitzring en Allemagne. Il a notamment disputé 194 Grands Prix de Formule 1 entre 1981 et 1994, inscrit un total de 186,5 points, 5 victoires, 23 podiums, 2 pole positions et 5 meilleurs tours en course. Il est devenu vice-champion du monde derrière Alain Prost en 1985. Michele Alboreto demeure le dernier pilote italien à s'être imposé en Grand Prix au volant d'une Ferrari. Il a également remporté les 24 Heures du Mans 1997, aux côtés de Stefan Johansson et Tom Kristensen.

## Biographie

### Des débuts à la Formule 1

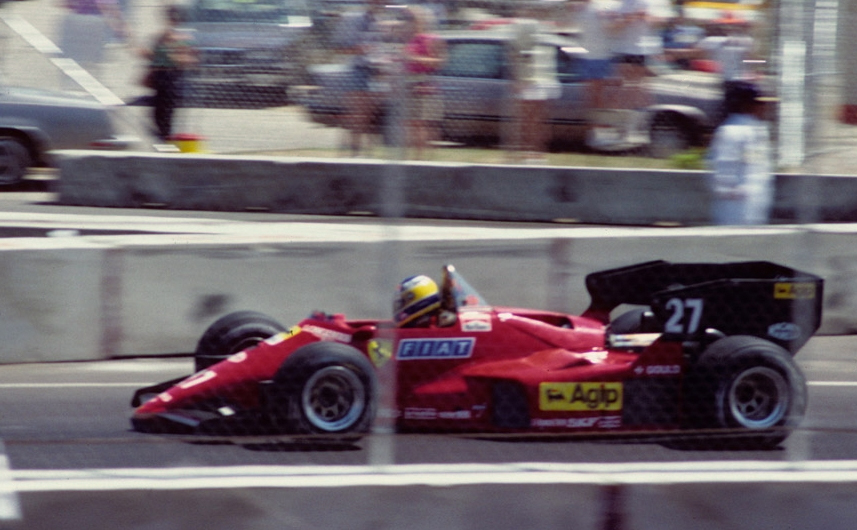
Michele Alboreto sur Ferrari 126C4 en 1984 à Dallas

Le jeune Michele commence sa carrière en sport automobile dans les années 1970 en Italie et devient champion d'Italie de Formule Fiat-Abarth (l'équivalent de la coupe Gordini française) en 1978 avec neuf victoires. Il passe à la Formule 3 en 1979 et termine sixième du championnat d'Europe et second du championnat d'Italie. En 1980, il brille en Formule 3 européenne au volant de sa March-Alfa Romeo puisqu'il remporte quatre courses et devient champion d'Europe de la discipline. En parallèle de son engagement en monoplace, il dispute des compétitions en catégorie Sport-prototypes au sein de l'écurie officielle Scuderia Lancia. Ses résultats sont aussi bons qu'en Formule 3 puisqu'il termine à trois reprises second des quatre courses qu'il dispute.
L'année suivante, il poursuit son engagement chez Lancia en Sport Proto et termine huitième des 24 Heures du Mans au volant de la Lancia Beta Montecarlo Turbo. Il remporte les 6 Heures de Watkins Glen et attire l'œil de Ken Tyrrell qui l'intègre en Formule 1 en cours de saison au sein de Tyrrell Racing. Au volant de voitures assez modestes (Tyrrell 010 puis 011 V8 Cosworth), il ne rate sa qualification qu'à deux reprises et dispute dix Grands Prix, sans parvenir à inscrire de points, son meilleur résultat étant une neuvième place aux Pays-Bas. Pour se consoler d'une première saison assez frustrante sur le plan des résultats en Formule 1, il remporte une victoire en Sport-Prototype aux 6 Heures de Watkins Glen et, en Formule 2, au sein de la Scuderia Minardi, il remporte le Grand Prix de l'Adriatique.
En 1982, toujours au sein de Tyrrell, et au volant de la 011-Cosworth désormais chaussée en Goodyear et non plus avec les peu performants Avon, Alboreto entame la saison à la porte des points en terminant septième du Grand Prix inaugural en Afrique du Sud. Il obtient ses premiers points lors de la course suivante (quatrième au Brésil) et poursuit sur sa lancée en terminant quatrième à Long Beach avant de monter sur son premier podium au Grand Prix de Saint Marin (course marquée par le boycott de plusieurs écuries après un désaccord entre la FISA et les constructeurs représentés par la FOCA). Les épreuves suivantes sont plus laborieuses mais Alboreto retrouve le chemin des points en France, en Allemagne puis en Italie. Lors du dernier Grand Prix de la saison, à Las Vegas, il réalise sa meilleure qualification (troisième) et son premier succès en Formule 1. Pour sa première saison complète en championnat du monde, l'espoir italien inscrit 25 points et se classe septième du championnat des pilotes. Cette même année, il remporte également les 6 heures de Silverstone associé à Riccardo Patrese et les 1 000 km du Nurburgring avec Riccardo Patrese et Teo Fabi sur une Lancia LC1 spider ; contraint à l'abandon aux 24 Heures du Mans, il gagne les 1 000 km de Mugello en septembre, avec Piercarlo Ghinzani.
En 1983, Alboreto reste fidèle à Ken Tyrrell bien que celui-ci ne puisse lui offrir que la vieille 011 pour les dix premières courses de la saison. Après six épreuves sans point, Alboreto obtient sa seconde victoire en Formule 1 à Detroit où il s'est qualifié en sixième position (c'est la dernière victoire d'un moteur atmosphérique face aux turbos). Bien que volontaire et fougueux, Alboreto, handicapé par une monoplace dépassée n'inscrit qu'un seul point supplémentaire, au volant de la nouvelle 012, en finissant sixième aux Pays-Bas. Si cette saison est moins impressionnante que la précédente en termes de résultats (10 points et douzième du championnat), elle lui permet de se faire remarquer par Enzo Ferrari qui l'engage au sein de la Scuderia Ferrari pour 1984.

### Chez Ferrari

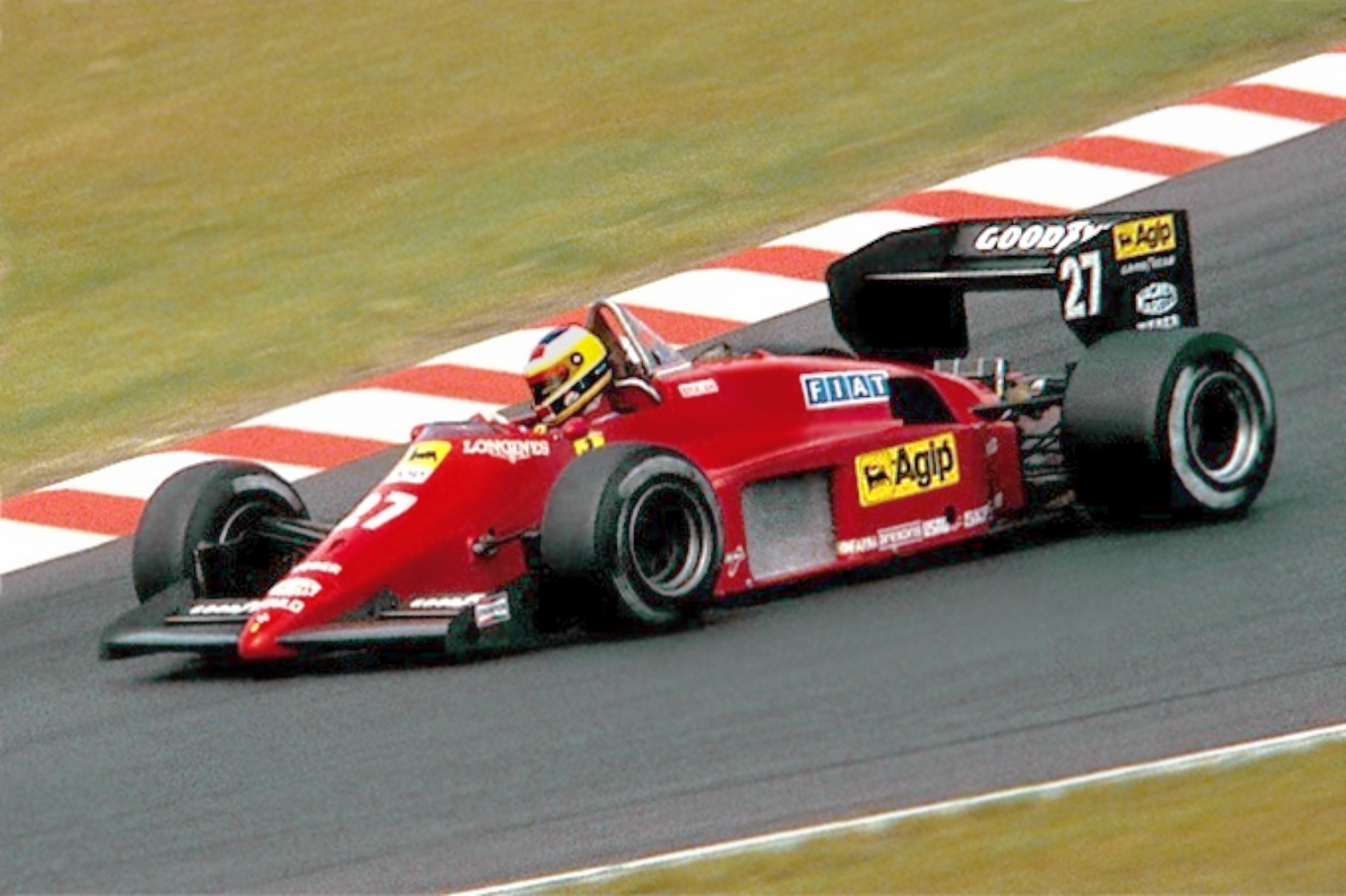
Michele Alboreto, sur Ferrari 156/85, au Grand Prix d'Allemagne 1985, le sommet de sa carrière en F1.

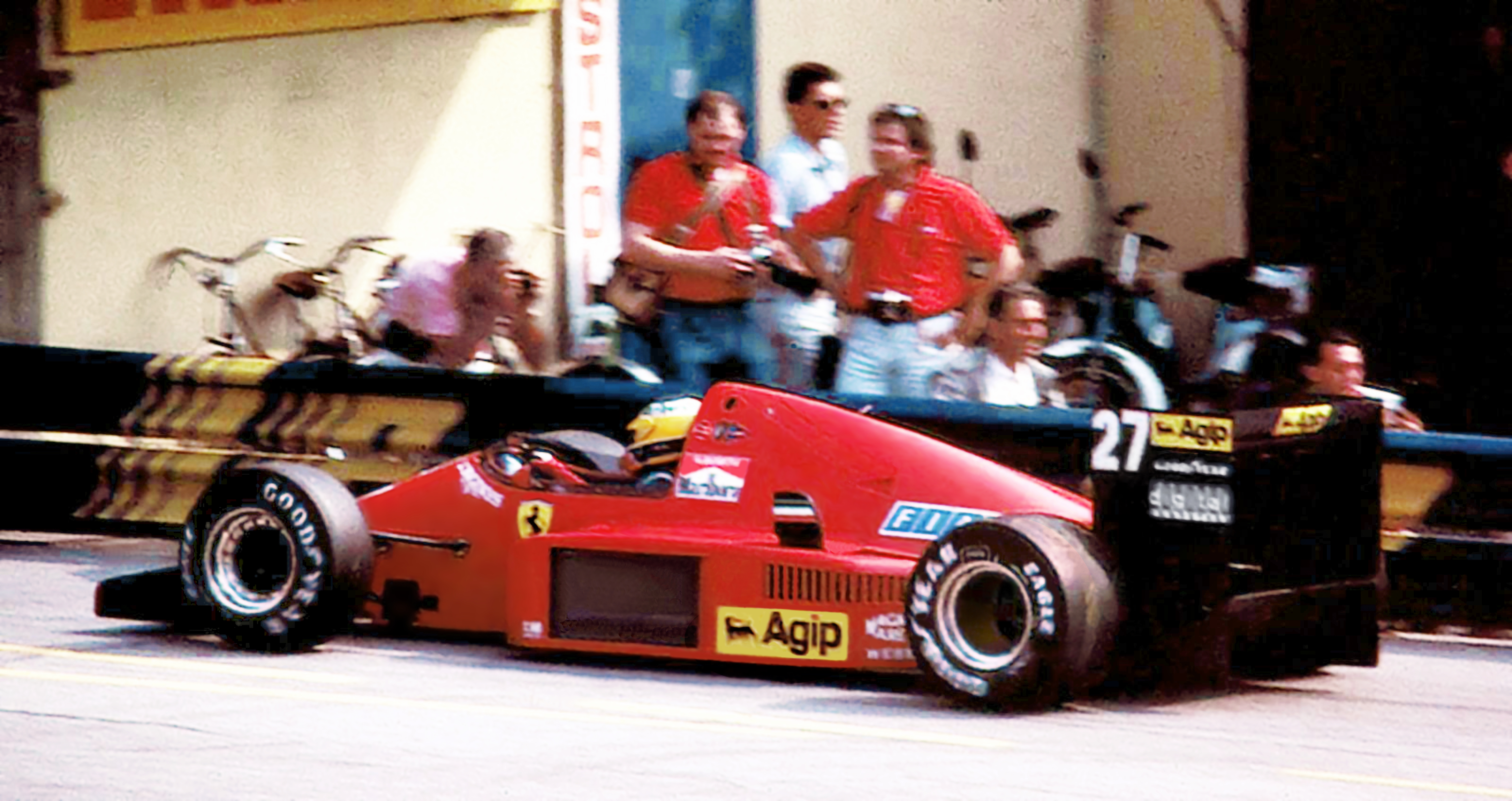
Michele Alboreto, sur Ferrari F1/86, au Grand Prix d'Italie 1986.

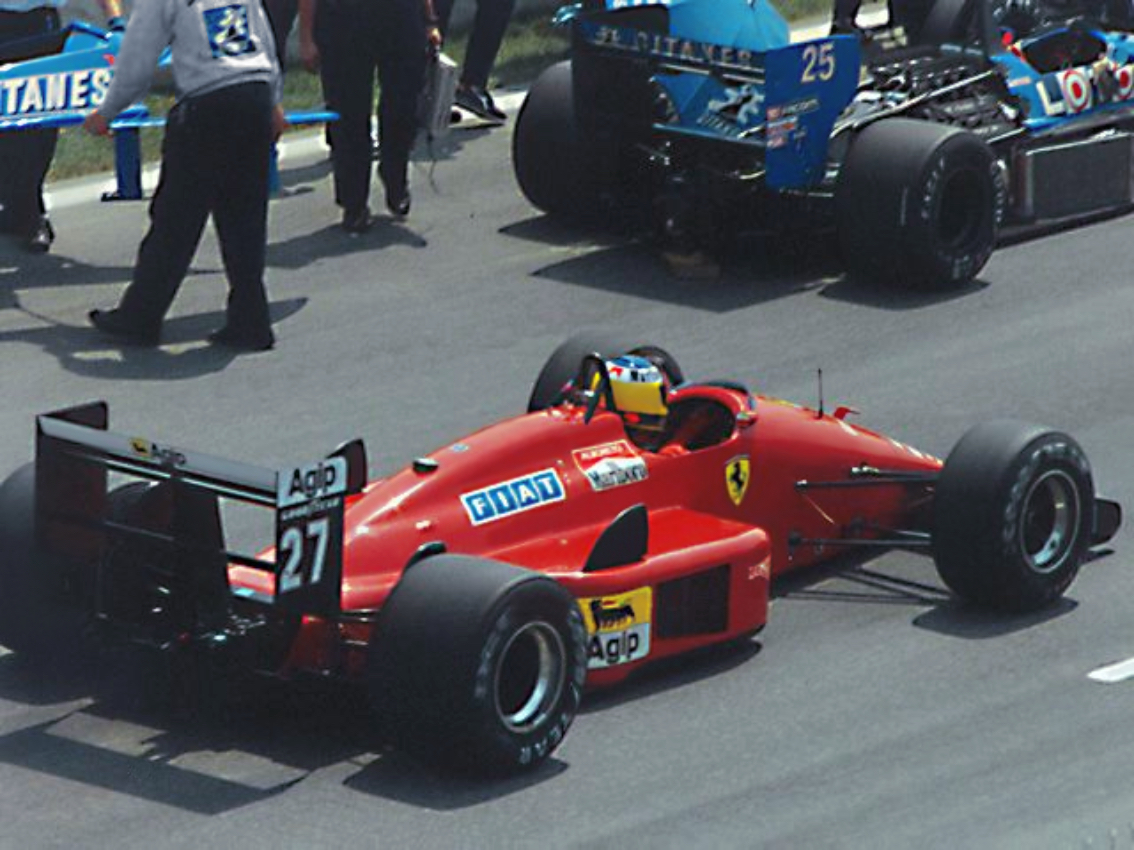
Michele Alboreto, sur Ferrari F1-87/88C, arrivant sur la grille de départ du Grand Prix du Canada 1988.

Il débute chez Ferrari au volant de la 126 C4 mue par un moteur V6 turbocompressé. Malgré de belles places en qualifications, dont sa première pole position en Belgique, les résultats sont moins probants en course face aux McLaren-TAG Porsche. Malgré huit abandons imputables à la mécanique, Michele est souvent aux avant-postes : lorsque sa monoplace ne casse pas, il termine toujours dans les points. En Belgique à Zolder, après avoir réalisé la pole position, il remporte sa première victoire pour la Scuderia puis, en fin de saison, il accède à trois reprises au podium. Il s'impose rapidement au sein de son équipe et obtient le soutien des tifosi enthousiasmés de voir un Italien vainqueur au volant d'une monoplace frappé du Cavallino Rampante. Avec 30,5 points, il se classe quatrième du championnat des pilotes.
La saison 1985, disputée sur une Ferrari 156-85 débute en fanfare pour l'Italien : pole position et seconde place lors du Grand Prix inaugural au Brésil. Lors des dix premières épreuves de la saison, Michele obtient deux victoires, au Canada et en Allemagne, et termine huit fois sur le podium. Puis, à partir du Grand Prix d'Italie, Alboreto est contraint à l'abandon sur panne mécanique (casse des turbos Garrett) lors des cinq dernières épreuves. Alain Prost devient champion du monde, Alboreto, malgré ses 53 points, doit se contenter du premier accessit.
En 1986, au volant de la F1-86, Alboreto n'inscrit aucun point lors des quatre premiers Grands Prix puis n'obtient que deux quatrièmes places lors des quatre courses suivantes. Il subit encore six abandons, toujours sur panne mécanique, et ne sort la tête de l'eau qu'en Autriche, où il se classe second, puis au Portugal (cinquième). Il est même à la peine face à son coéquipier Stefan Johansson qui, avec 23 points, termine cinquième du championnat du monde tandis que Michele ne pointe qu'au huitième rang avec 14 points.
La situation ne s'arrange pas la saison suivante, face à Gerhard Berger, au volant de la F1-87 : douze abandons dans la saison, dont onze sur panne mécanique. Sa qualité de pilotage est toutefois intacte car, chaque fois que sa machine lui en donne l'occasion, il termine dans les points. Il est sur le podium à Saint Marin, Monaco et en Australie et termine quatrième au Japon. Berger quant à lui remporte les deux dernières épreuves de la saison pour terminer cinquième du championnat alors qu'Alboreto doit se contenter du septième rang.
En 1988, comme l'année précédente, Alboreto desservi par une malchance récurrente, est mis sous l'éteignoir par Berger : au volant de la F1-87/88C, il revit la même saison qu'en 1987 avec huit abandons dont sept dus à la monoplace et des points à chaque course où il reçoit le drapeau à damier. S'il monte sur trois nouveaux podiums et se classe cinquième du championnat du monde avec 24 points, il est néanmoins licencié par Ferrari qui mise tout sur Berger (troisième avec 41 points).

### Après son départ de Ferrari
Après son éviction de chez Ferrari, le microcosme de la Formule 1 pense qu'Albo va rebondir chez Williams F1 Team mais Frank Williams lui préfère Thierry Boutsen. La saison 1989 est synonyme pour Michele de retour chez Tyrrell, l'écurie de ses débuts en Formule 1. Il dispute son premier Grand Prix sur la vieille 017, sans grand résultat, en attendant la nouvelle 018 conçue par Harvey Postlethwaite. Si la première sortie de la 018 se solde par une non-qualification à Imola, le Grand Prix suivant, à Monaco, lui permet de s'illustrer en terminant à la cinquième place. Il monte sur le podium de l'épreuve suivante, au Mexique, avant de subir deux abandons sur problèmes mécaniques. Mais le pire est à venir à cause d'un conflit majeur entre sponsors : depuis toujours, Alboreto est sous contrat avec Marlboro alors que Tyrrell (sans l'en tenir informé) a signé un contrat avec le concurrent Camel. Alboreto explique alors qu'il ne peut pas, en son âme et conscience, trahir son partenaire financier et rompt le contrat qui le lie à l'écurie anglaise. Il signe alors chez l'équipe française Larrousse-Lamborghini dont l'un des sponsors principaux est pourtant Camel. Au volant de la LC89, il est contraint de disputer les pré-qualifications et les qualifications, épreuves qu'il ne surmonte pas à trois reprises. Il participe à cinq courses chez Larrousse mais ne reçoit le drapeau à damiers qu'au Portugal (ses abandons sont tous dus à des défaillances de sa monoplace).
Dès la fin de la saison, Alboreto cherche un volant plus digne de son talent, ce qui le pousse à signer chez Arrows, non que l'écurie soit prestigieuse puisqu'elle n'a jamais remporté une seule course depuis ses débuts en 1978, mais parce que Porsche doit fournir un moteur révolutionnaire à l'écurie en 1991. En 1990, il pilote donc une Arrows-Ford A11B qui n'a pas à passer par les pré-qualifications, mais simplement par les qualifications (trois échecs pour Albo dans la saison). En treize Grands Prix, Michele obtient une dixième place comme meilleur résultat et termine le championnat sur un score vierge, comme pour sa première saison.
En 1991, Arrows est rebaptisée Footwork Racing mais la nouvelle monoplace n'est pas prête en début de saison. Un modèle hybride est aligné, l'A11C, évolution du châssis A11 de 1990 recevant le V12 Porsche à la place du V8 Cosworth. L'A11C traîne piteusement son arrière-train : les ingénieurs Porsche sont hors du coup : le V12 est en réalité constitué de deux V6 accolés ; ces V6 sont basés sur ceux fournis à McLaren jusqu'en 1987. Le V12 est techniquement dépassé de plusieurs années et extrêmement lourd et encombrant par rapport à ses concurrents. Lors du Grand Prix inaugural, Alex Caffi n'arrive pas à se qualifier tandis Alboreto est dernier sur la grille. Le second Grand Prix, au Brésil, est encore plus tragique car aucune monoplace ne se qualifie. La nouvelle FA12, alignée à Saint Marin, souffre du même défaut que l'hybride : le moteur est trop présent sur le train arrière et la tenue de route très aléatoire. Alboreto essuie deux non-qualifications avant que Jackie Oliver, directeur technique de l'écurie, ne se décide à remplacer le Porsche par un Cosworth. Une nouvelle voiture hybride, la FA12B, est conçue en catastrophe pour s'adapter au V8, et à son volant, Michele rate à cinq autres reprises l'autorisation de participer à la course du dimanche. En neuf courses au volant de trois monoplaces différentes, il n'en termine que deux et réalise sa deuxième saison blanche d'affilée.
En 1992, Alboreto n'est pas en position privilégiée pour négocier un volant dans une écurie de pointe. Footwork profite du fait que Tyrrell se sépare de Honda pour récupérer le V10 Mugen-Honda en lieu et place du Cosworth intérimaire. Alboreto est convaincu par Jackie Oliver de rempiler et est épaulé par le Japonais Aguri Suzuki. La nouvelle FA13 ressemble à un mix entre une McLaren et une Jordan mais son châssis n'est à la hauteur ni de l'une, ni de l'autre. Toutefois le Mugen est un moteur fiable et Alboreto récolte une multitude de petits points au long de la saison (sixième au Brésil et au Portugal et cinquième en Espagne et à Saint-Marin). Il échoue de nombreuses fois à la porte des points puisqu'il termine septième à six reprises. Alboreto, avec ses six points, a la satisfaction d'avoir porté son écurie à bout de bras au septième rang mondial puisque son coéquipier n'est pas, à matériel égal, parvenu à inscrire le moindre point.

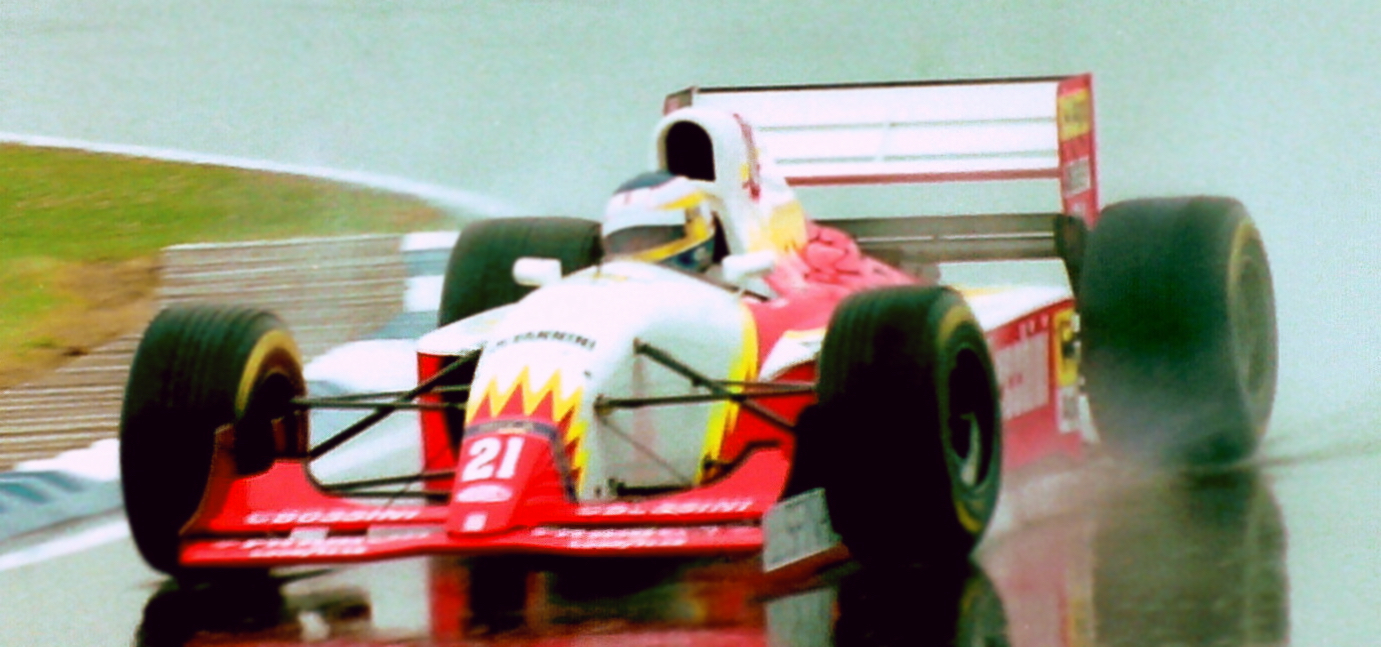
Michele Alboreto sur Lola T93/30 de la BMS Scuderia Italia durant les essais du Grand Prix de Grande-Bretagne 1993.

En 1993, il quitte Footwork, écurie pour laquelle il s'était tant investi pendant trois ans et dont il commençait à recueillir les fruits, pour la BMS Scuderia Italia : il ne résiste pas aux sirènes du moteur V12 Ferrari qui motorise les châssis Lola T93/30. Il se qualifie à neuf reprises, toujours en fond de grille et son meilleur résultat de la saison n'est qu'une onzième place finale au Brésil et au Grand Prix d'Europe. Sa monoplace est si mauvaise qu'il dit à des commissaires de piste venus éteindre un début d'incendie : « Laissez-la brûler, ils m'en donneront peut-être une meilleure... » Son talent est pourtant toujours intact, Michael Schumacher déclare même : « Il n'y en a pas beaucoup de son âge qui, contre un coéquipier aussi jeune et rapide que Luca Badoer, champion en titre de F3000, auraient tenu bon. »
En 1994, la BMS Scuderia Italia quitte la Formule 1 et Alboreto se retrouve sans volant. Mais Giuseppe Lucchini, ex-président de la Scuderia Italia, s'associe avec Giancarlo Minardi qui a besoin de liquidités pour pouvoir se maintenir au plus haut niveau. Cette association semble naturelle : Lucchini a l'argent mais pas l'expérience tandis que Minardi peut faire état de neuf saisons en Formule 1 avec un budget plutôt étriqué. Michele retrouve alors la Scuderia Minardi, l'écurie de ses débuts en Formule 2. L'officine italienne est habituée des fonds de grille et tout le monde comprend alors qu'Alboreto est sur le point de quitter la discipline-reine. La M193B dispute les premiers Grands Prix avant de céder la place à la M194. Michele Alboreto reçoit à six reprises le drapeau à damiers et termine sixième en Principauté de Monaco, son dernier point en Formule 1 puisqu'il se retire à la fin de la saison.

### La reconversion en Sport-Prototypes

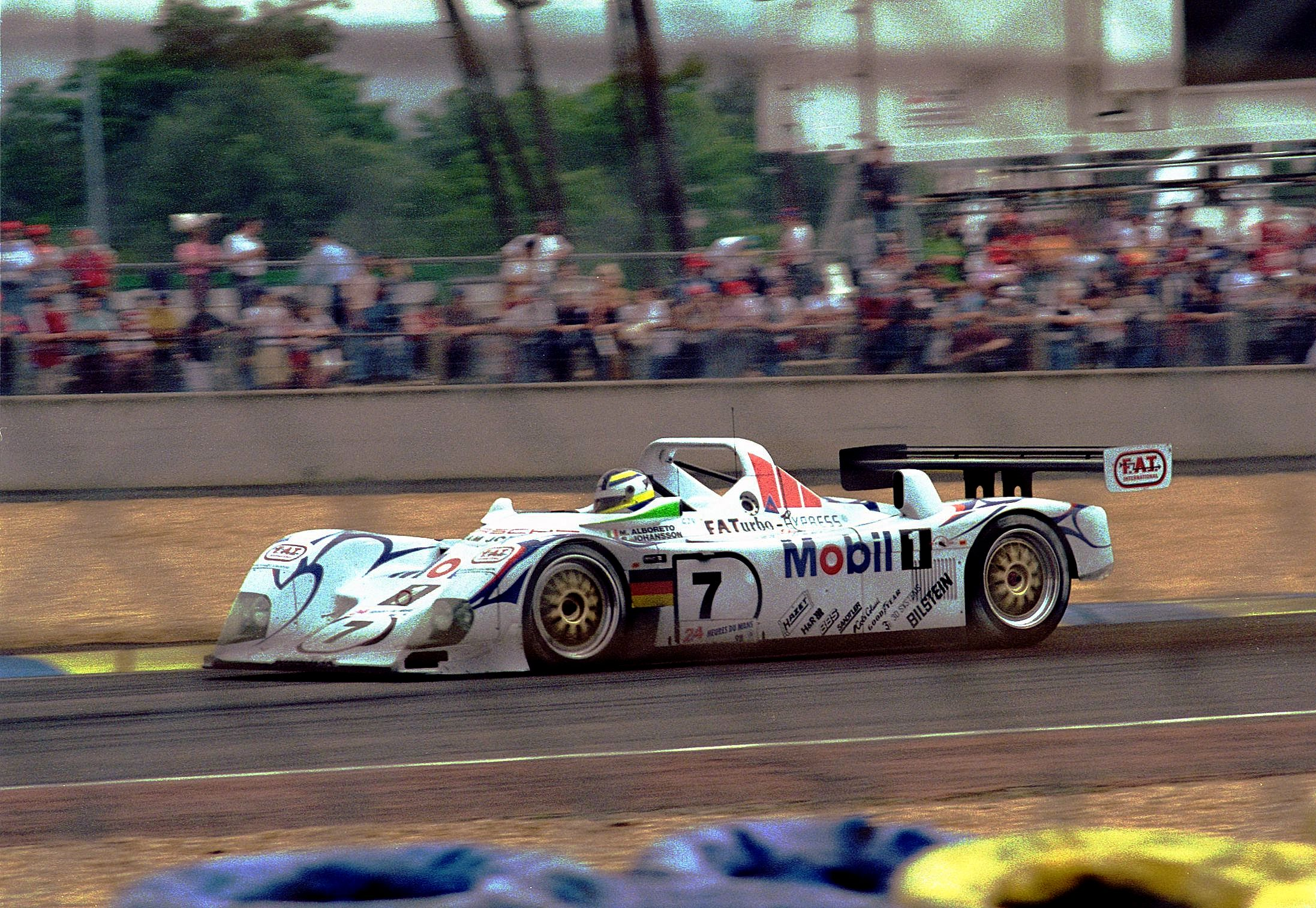
Michele Alboreto sur Porsche lors des 24 Heures du Mans 1998.

Sa reconversion commence difficilement mais est plutôt réussie. En 1995, il se consacre au championnat DTM au volant d'une Alfa Romeo et il termine son premier championnat à la vingt-deuxième place du classement. En 1996 et 1997, il fait quelques apparitions en IndyCar Series au sein du Team Scandia. À Loudon, second sur la grille de départ, il termine la course à la troisième place. En 1996, il participe aux 500 miles d'Indianapolis où, qualifié douzième, il se classe trentième à la suite d'une rupture de la boîte de vitesses de sa Reynard 951 Ford.
En 1996, il rejoint aussi l'équipe Joest Racing avec laquelle il remporte les 24 Heures du Mans 1997 au volant d'une TWR-Porsche, associé à Stefan Johansson, son ancien équipier chez Ferrari en 1986, et Tom Kristensen, qui remporte la première de ses neuf victoires aux 24 heures du Mans. Il reste dans l'équipe en 1999 quand celle-ci devient l'équipe officielle Audi, qui commence à régner en maître sur les courses d'endurance. Outre les 24 Heures du Mans, où il termine quatrième en 1999 et troisième en 2000, il participe au championnat American Le Mans Series.
En 2000 il gagne le Petit Le Mans en septembre sur Audi R8. En 2001, il remporte les 12 heures de Sebring avec Rinaldo Capello et Laurent Aïello, une victoire pour sa dernière course.

### Décès accidentel
Le 25 avril 2001, au cours d'une séance d'essais aérodynamiques sur l'Audi R8 Sport en vue des 24 Heures du Mans 2001, Michele Alboreto se tue sur le Lausitzring, après une sortie de route à 320 km/h, provoquée par une crevaison.
Le Milanais roulait sur une ligne droite lorsque sa voiture a quitté la piste, a heurté une clôture sur la droite et s'est renversée après avoir volé une centaine de mètres. Selon l'enquête, le pilote italien est mort sur le coup et l'accident était dû à la crevaison du pneu arrière gauche avec perte de pression progressive jusqu'à la rupture,,. Audi a informé les enquêteurs que le prototype, détruit dans l'accident, avait déjà parcouru des milliers de kilomètres sans problème sur de nombreux circuits en préparation pour la saison 2001. Les enquêteurs ont conclu que ni le pilote ni le circuit n'étaient responsables. Le directeur du Lausitzring, Hans-Jorg Fischer, a annoncé que les ambulances du circuit n'avaient mis que deux minutes pour arriver sur le lieu de l'accident. Un hélicoptère est arrivé trois minutes plus tard, mais les médecins ont déclaré qu'ils ne pouvaient plus rien faire.
Les funérailles ont lieu trois jours plus tard à Basiglio en présence de 1 500 personnes environ, dont plusieurs anciens pilotes,,. Il est incinéré selon la volonté de sa femme au cimetière de Lambrate à Milan.
Gerhard Berger, son ancien coéquipier chez Ferrari, déclare : « Peut-être qu'il aurait dû arrêter de courir il y a quelques années mais il ne pouvait tout simplement pas quitter le sport automobile. Il est mort en faisant ce qu'il aimait. »

## Résultats en championnat du monde de Formule 1
| Saison | Écurie                                       | Châssis         | Moteur                                            | Pneus         | GP disputés | Points inscrits | Classement |
| ------ | -------------------------------------------- | --------------- | ------------------------------------------------- | ------------- | ----------- | --------------- | ---------- |
| 1981   | Tyrrell Racing Team                          | 010 011         | Ford-Cosworth V8                                  | Michelin Avon | 10          | 0               | Nc.        |
| 1982   | Team Tyrrell                                 | 011             | Ford-Cosworth V8                                  | Goodyear      | 16          | 25              | 7e         |
| 1983   | Benetton Tyrrell Team                        | 011 012         | Ford-Cosworth V8                                  | Goodyear      | 15          | 10              | 12e        |
| 1984   | Scuderia Ferrari SpA SEFAC                   | 126 C4          | Ferrari V6 turbo                                  | Goodyear      | 16          | 30,5            | 4e         |
| 1985   | Scuderia Ferrari SpA SEFAC                   | 156-85          | Ferrari V6 turbo                                  | Goodyear      | 16          | 53              | 2e         |
| 1986   | Scuderia Ferrari SpA SEFAC                   | F1-86           | Ferrari V6 turbo                                  | Goodyear      | 16          | 14              | 8e         |
| 1987   | Scuderia Ferrari SpA SEFAC                   | F1-87           | Ferrari V6 turbo                                  | Goodyear      | 16          | 17              | 7e         |
| 1988   | Scuderia Ferrari SpA SEFAC                   | F1-87/88C       | Ferrari V6 turbo                                  | Goodyear      | 16          | 24              | 5e         |
| 1989   | Tyrrell Racing Organisation Équipe Larrousse | 017B 018 LC89   | Ford-Cosworth V8 Ford-Cosworth V8 Lamborghini V12 | Goodyear      | 10          | 6               | 11e        |
| 1990   | Footwork Arrows Racing                       | A11B            | Ford-Cosworth V8                                  | Goodyear      | 13          | 0               | 24e        |
| 1991   | Footwork Grand Prix International            | A11C FA12 FA12B | Porsche V12 Porsche V12 Ford-Cosworth V8          | Goodyear      | 9           | 0               | 35e        |
| 1992   | Footwork Mugen Honda                         | FA13            | Mugen-Honda V10                                   | Goodyear      | 16          | 6               | 10e        |
| 1993   | Lola BMS Scuderia Italia                     | T93/30          | Ferrari V12                                       | Goodyear      | 9           | 0               | 29e        |
| 1994   | Minardi Scuderia Italia                      | M193B M194      | Ford-Cosworth V8                                  | Goodyear      | 16          | 1               | 24e        |

## Victoires en championnat du monde de Formule 1
| # | Année | Manche | Date              | Grand Prix     | Circuit        | Position de départ | Écurie       | Voiture | Résumé |
| - | ----- | ------ | ----------------- | -------------- | -------------- | ------------------ | ------------ | ------- | ------ |
| 1 | 1982  | 16/16  | 25 septembre 1982 | Las Vegas      | Caesars Palace | 3e                 | Tyrrell-Ford | 011     | Résumé |
| 2 | 1983  | 7/15   | 5 juin 1983       | États-Unis Est | Détroit        | 6e                 | Tyrrell-Ford | 011     | Résumé |
| 3 | 1984  | 3/16   | 29 avril 1984     | Belgique       | Zolder         | pole position      | Ferrari      | 126 C4  | Résumé |
| 4 | 1985  | 5/16   | 16 juin 1985      | Canada         | Montréal       | 3e                 | Ferrari      | 156-85  | Résumé |
| 5 | 1985  | 9/16   | 4 août 1985       | Allemagne      | Nürburgring    | 2e                 | Ferrari      | 156-85  | Résumé |

## Résultats aux 24 Heures du Mans
| Année | Voiture                | Équipe                        | Équipiers                                                     | Résultat        |
| ----- | ---------------------- | ----------------------------- | ------------------------------------------------------------- | --------------- |
| 1981  | Lancia Beta Montecarlo | Lancia Martini                | Eddie Cheever / Carlo Facetti                                 | 8e              |
| 1982  | Lancia LC1             | Lancia Martini                | Teo Fabi / Rolf Stommelen                                     | Abandon         |
| 1983  | Lancia LC2             | Lancia Martini Lancia Martini | Piercarlo Ghinzani / Hans Heyer Teo Fabi / Alessandro Nannini | Abandon Abandon |
| 1996  | TWR-Porsche WSC-95     | Joest Racing                  | Pierluigi Martini / Didier Theys                              | Abandon         |
| 1997  | TWR-Porsche WSC-95     | Joest Racing                  | Stefan Johansson / Tom Kristensen                             | Vainqueur       |
| 1998  | Porsche LMP1-98        | Porsche AG                    | Yannick Dalmas / Stefan Johansson                             | Abandon         |
| 1999  | Audi R8                | Audi Sport Team Joest         | Laurent Aïello / Rinaldo Capello                              | 4e              |
| 2000  | Audi R8                | Audi Sport Team Joest         | Christian Abt / Rinaldo Capello                               | 3e              |

## Design de casque
Le casque de Michele Alboreto était bleu et jaune (couleurs de la Suède) en hommage au pilote suédois Ronnie Peterson, mort des suites d'un accident survenu le 10 septembre 1978, au tout premier virage, lors du Grand Prix d’Italie à Monza. Grièvement blessé dans l'accident, il mourut le lendemain à Milan, ville natale d'Alboreto qui, en témoignage de son admiration pour le pilote défunt, a repris ses couleurs.

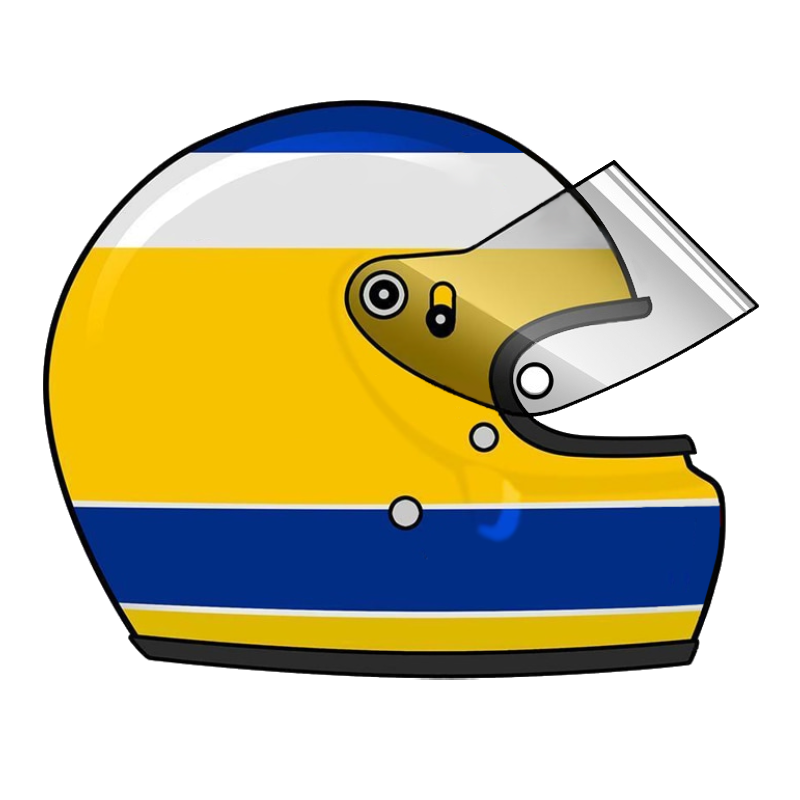
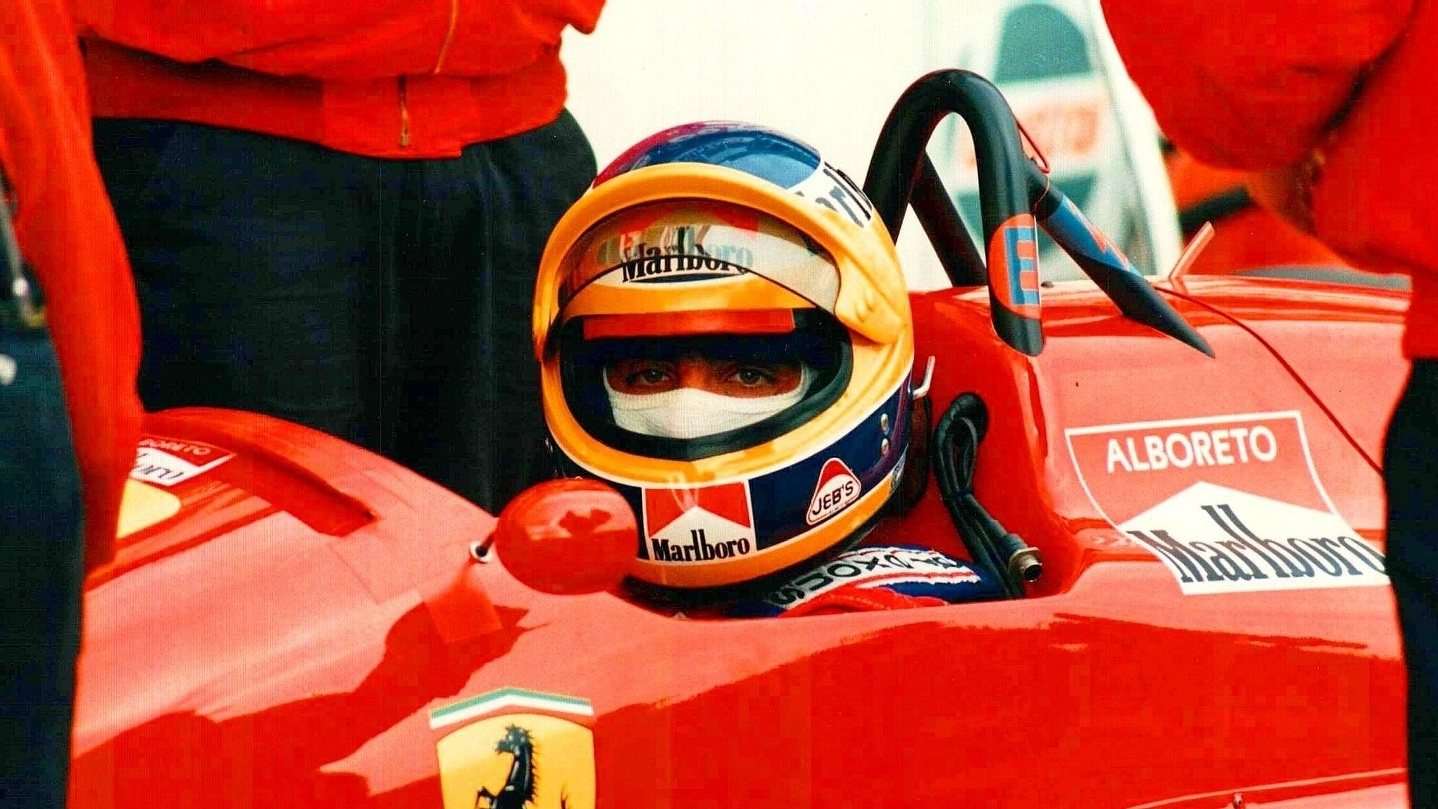
Michele Alboreto en 1987.

## Hommage
Le 11 septembre 2021, les responsables du circuit de Monza ont annoncé que le dernier virage, la Parabolica, changeait de nom pour rendre hommage à Michele Alboreto

## Vie privée
Michele Alboreto était marié à Nadia Astorri avec qui il a eu deux filles, Alice et Noemi. Personne réservée, il avait l'estime de nombreux autres pilotes et entretenait des amitiés notamment avec Riccardo Patrese, Alessandro Nannini et Thierry Boutsen, avec qui il fréquentait Monte-Carlo où il vivait, mais également avec Ayrton Senna, Alain Prost et Gerhard Berger. Il avait également un frère, Ermanno, et une sœur, Laura. Sa cousine, Maria Teresa Selo, était mariée à l'acteur Massimo Boldi.
Alboreto avait divers centres d'intérêts. Il aimait la musique, en particulier le blues. Il jouait de la basse et, lorsque cela était possible, passait du temps dans son garage à parler avec George Harrison. En plus de la Formule 1, il pratiquait également d'autres sports, tel que le ski qu'il pratique avec des collègues durant l'hiver, ainsi que le football. Pendant une courte période, il a même fait partie du conseil d'administration du Torino Football Club. Il cultivait aussi une passion pour les livres d'astronomie et de science-fiction.

### Culture populaire
Michele Alboreto est mentionné, directement ou indirectement, dans des films et des bandes dessinées, notamment dans les années 1980. Il apparaît également dans le magazine Topolino sous le nom d'Alberetto, ainsi que dans Michel Vaillant dans l'album Le défi des remparts. Au cours de la même période, il assiste le journaliste sportif Ezio Zermiani (it) en animant l'émission télévisée Rosso 27, diffusée sur la Rai 2. En 1988, sur la Rai 1, il participe également à l'émission Quark - Viaggi nel mondo della scienza (it) (Quark - voyages dans le monde de la science), un programme télévisé de vulgarisation scientifique créé et animé par Piero Angela, où il apparaît pour inciter au respect des règles du code de la route.
Dans le film de Noël Vacanze di Natale sorti en 1983, la réplique de l'acteur Guido Nicheli (it) qui, pour se vanter de ses talents de conducteur, s'exclame « Alboreto n'est rien » est restée célèbre.